# 罗卡马杜尔圣母小堂

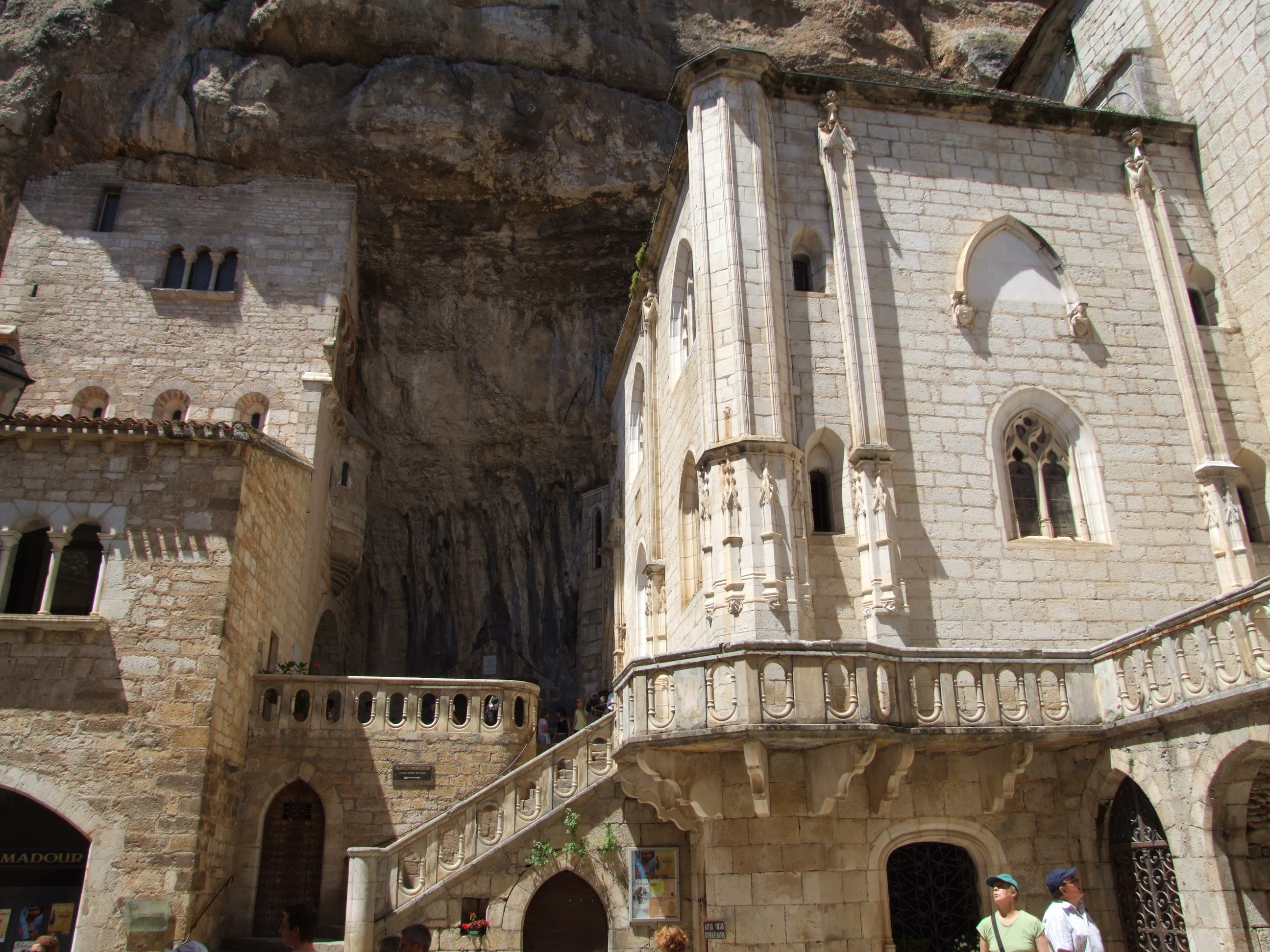
罗卡马杜尔圣母小堂

罗卡马杜尔圣母小堂（chapelle Notre-Dame de Rocamadour，chapelle de la Vierge，chapelle miraculeuse）是罗卡马杜尔宗教城的7 座小堂之一，位于法国奥克西塔尼大区洛特省罗卡马杜尔圣救主圣殿旁边。该小堂于 2000 年与整个朝圣地同时被列为法国历史遗迹。
圣母小堂是前往罗卡马杜尔朝圣的中心。近一千年来，来自世界各地的朝圣者来到这里朝拜罗卡马杜尔圣母（黑圣母）。

## 历史
自中世纪以来，罗卡马杜尔的圣母朝圣地一直是基督教世界的主要场所之一。在1105年教宗巴斯加二世的诏书中，提到了圣母教堂。在 1166 年发现了圣亚玛杜（Amadour）的完整圣髑之后，整个宗教城就建成了。此后朝圣地逐渐衰败，直到大革命时期。
12世纪初原始小堂的尺寸比现在的小（大约 8 米 x 9 米）。它有靠在悬崖上，环绕着扶壁，由一条小巷与圣救主堂隔开，这条小巷后来被用作祭衣间。 
1476 年，最初的小堂被一块从悬崖上脱落的岩石摧毁。安在南立面的纪念牌表明它于1479年由 蒂勒主教德尼重建。随后在宗教战争和革命期间被洗劫一空。

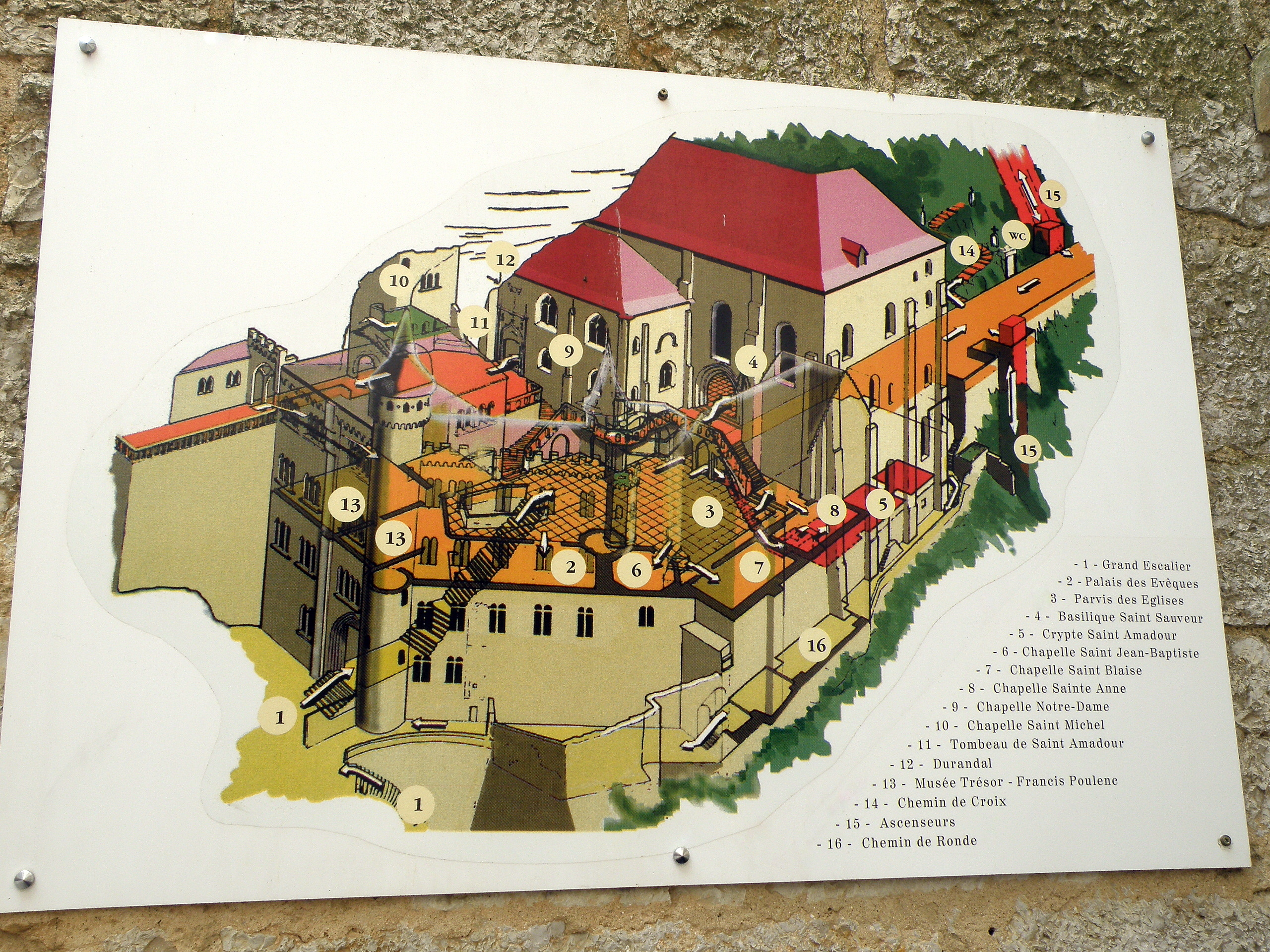
朝圣地平面图

虽然朝圣地处于严重失修状态，但卡奥尔主教决定从 1842年开始修复朝圣地。在1863年至 1864年期间，切瓦尔特（Chevalt）院长领导了圣母小堂重建和扩建工程。其中一扇花窗玻璃上有 1844 年的日期和埃蒂安•瑟文诺（Étienne Thevenot）的签名。

## 建筑

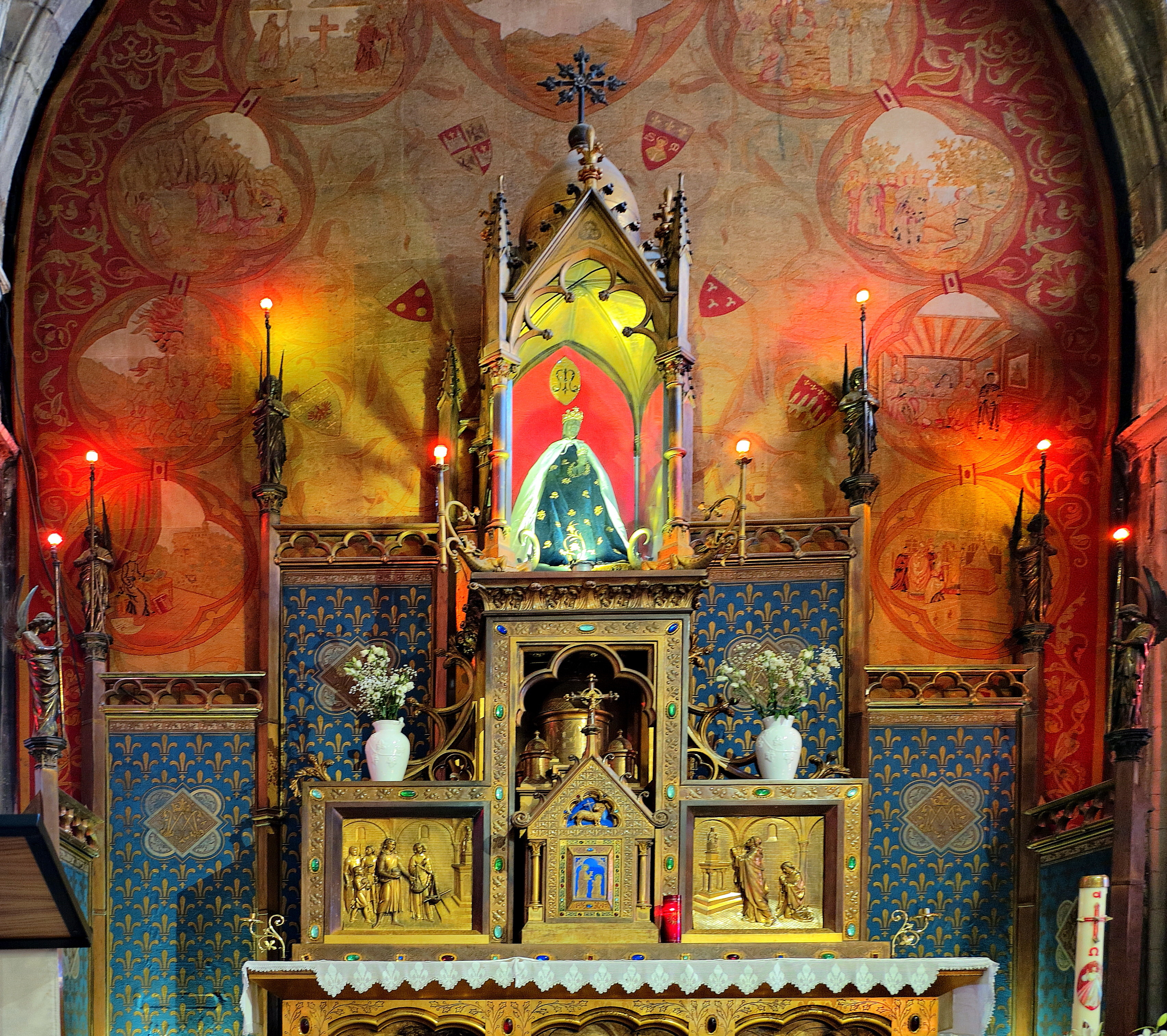
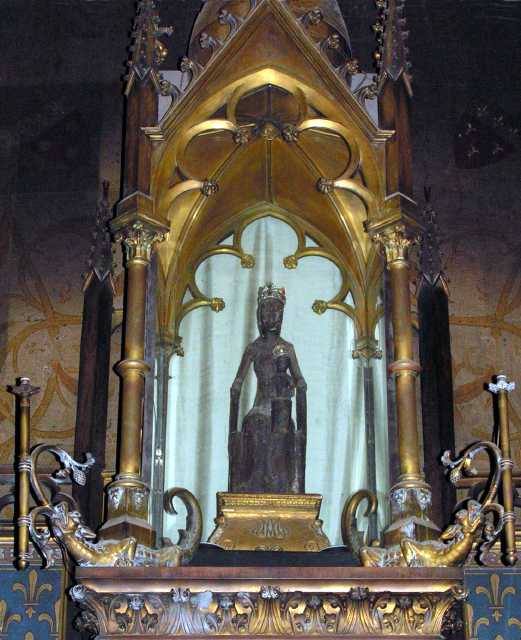
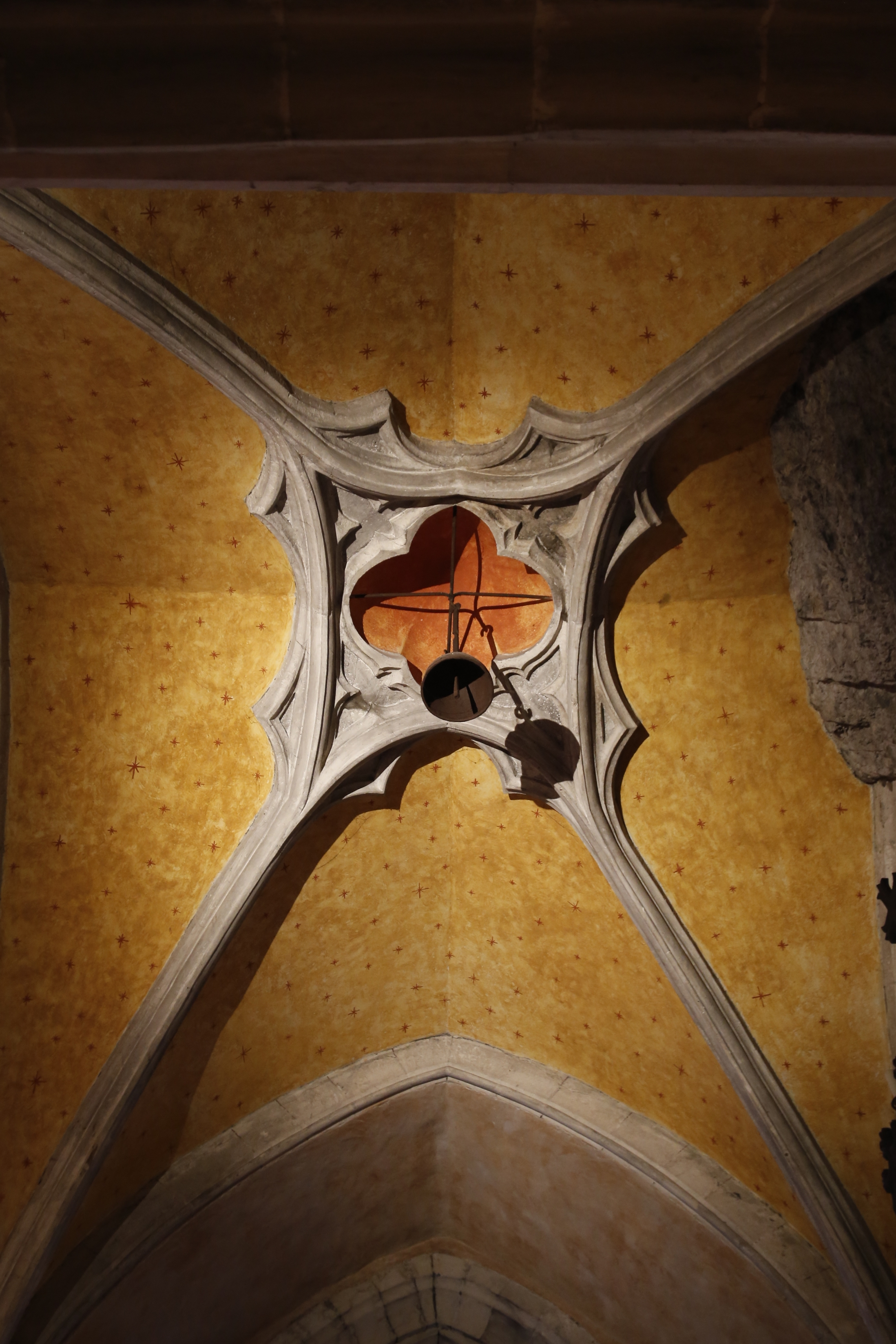
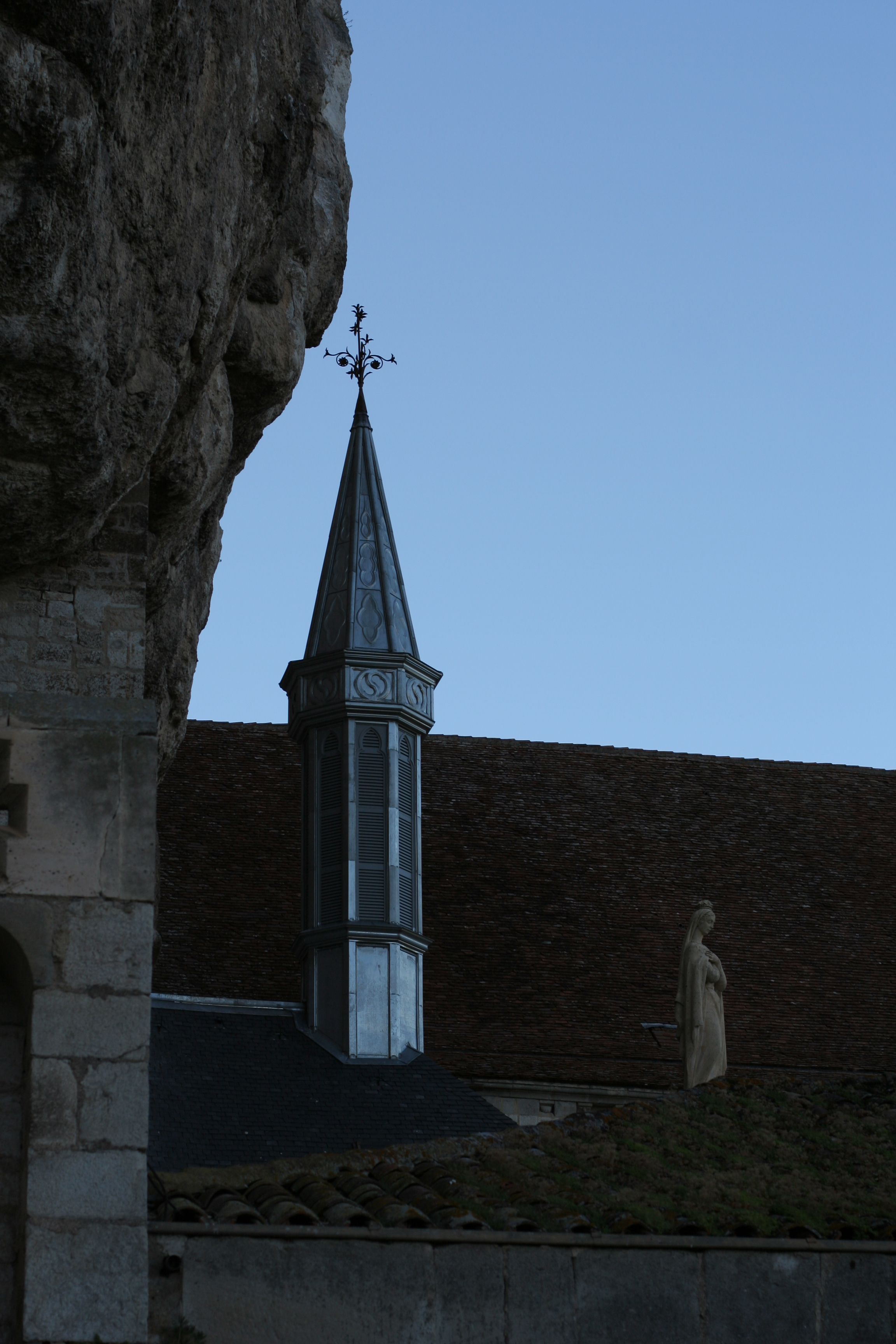

圣母小堂西靠悬崖，北靠罗卡马杜尔圣救主圣殿 。这座建筑由石灰石砌筑而成，
南门为哥特式风格，装饰着蒂勒主教德尼的牧徽。其上方是其继任主教格肋孟的牧徽。靠右的窗户也是华丽的风格，截断了15世纪的壁画《三个活人和三个死人》（Dit des trois morts et des trois vifs）。在前院的另一边，有两幅巨大的12世纪壁画《圣母领报》（Annonciation）和《圣母往见》（Visitation）。南立面的第二扇窗来自旧教堂的东立面。通往看台的门可以追溯到15世纪，也有主教德尼的牧徽。

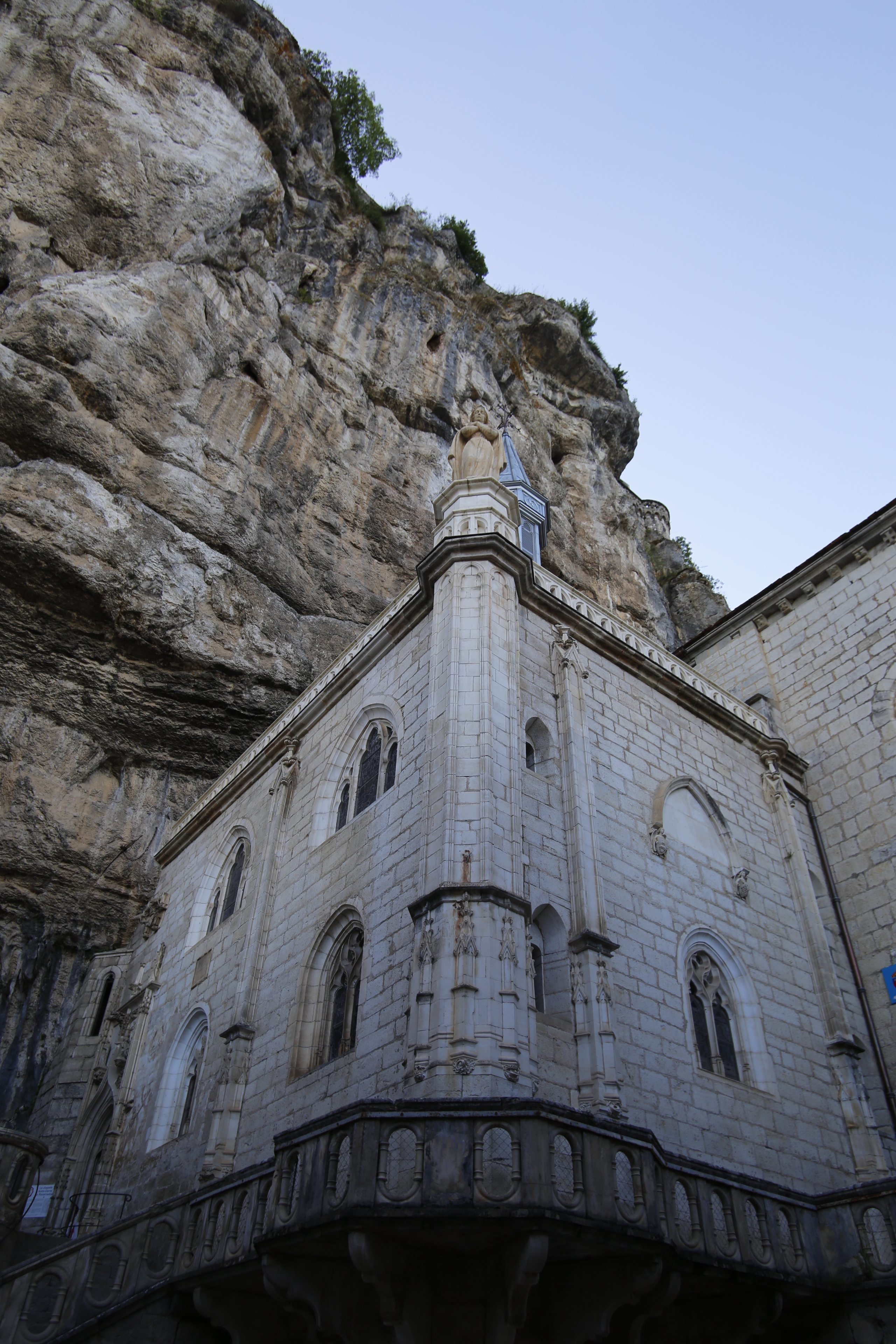
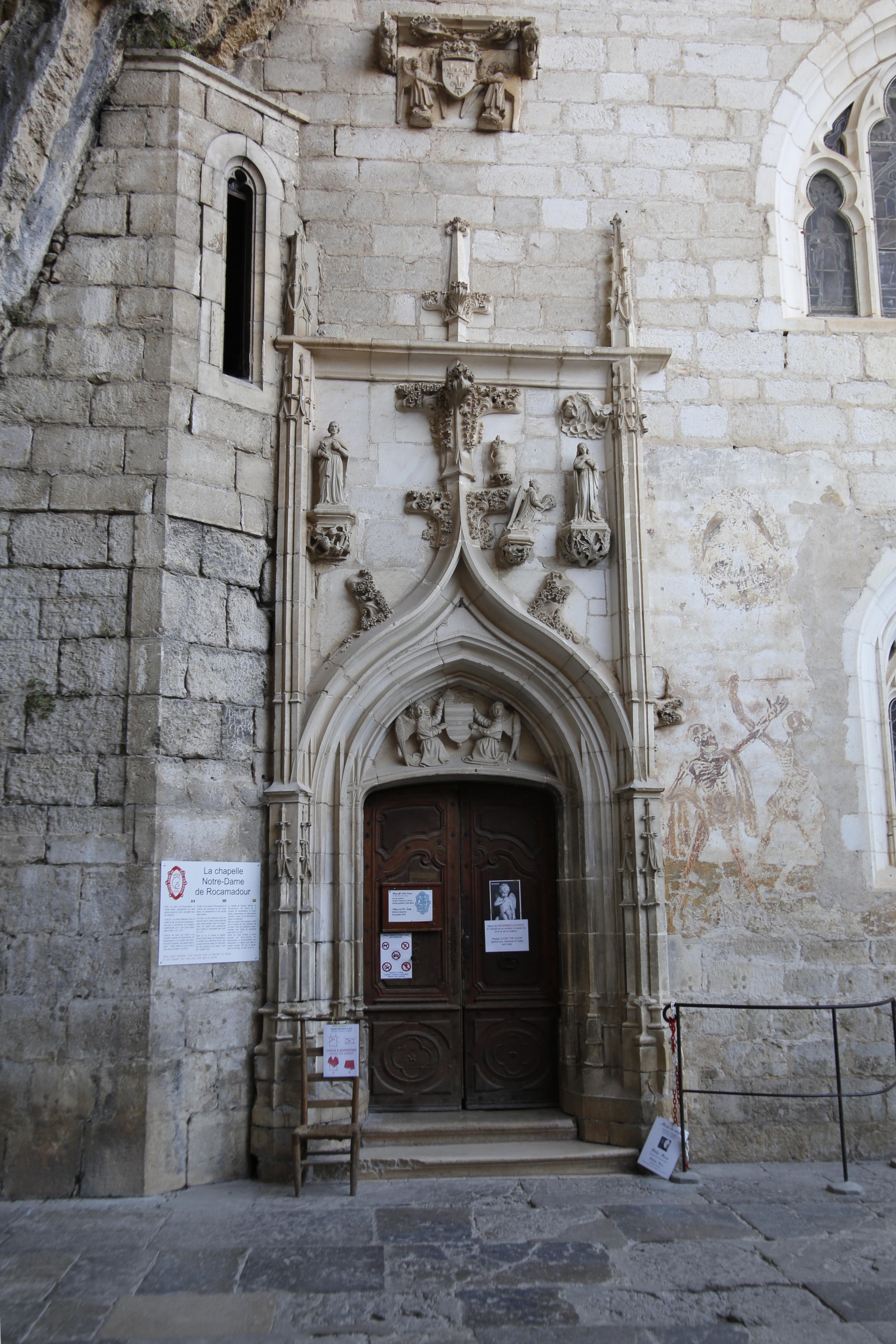
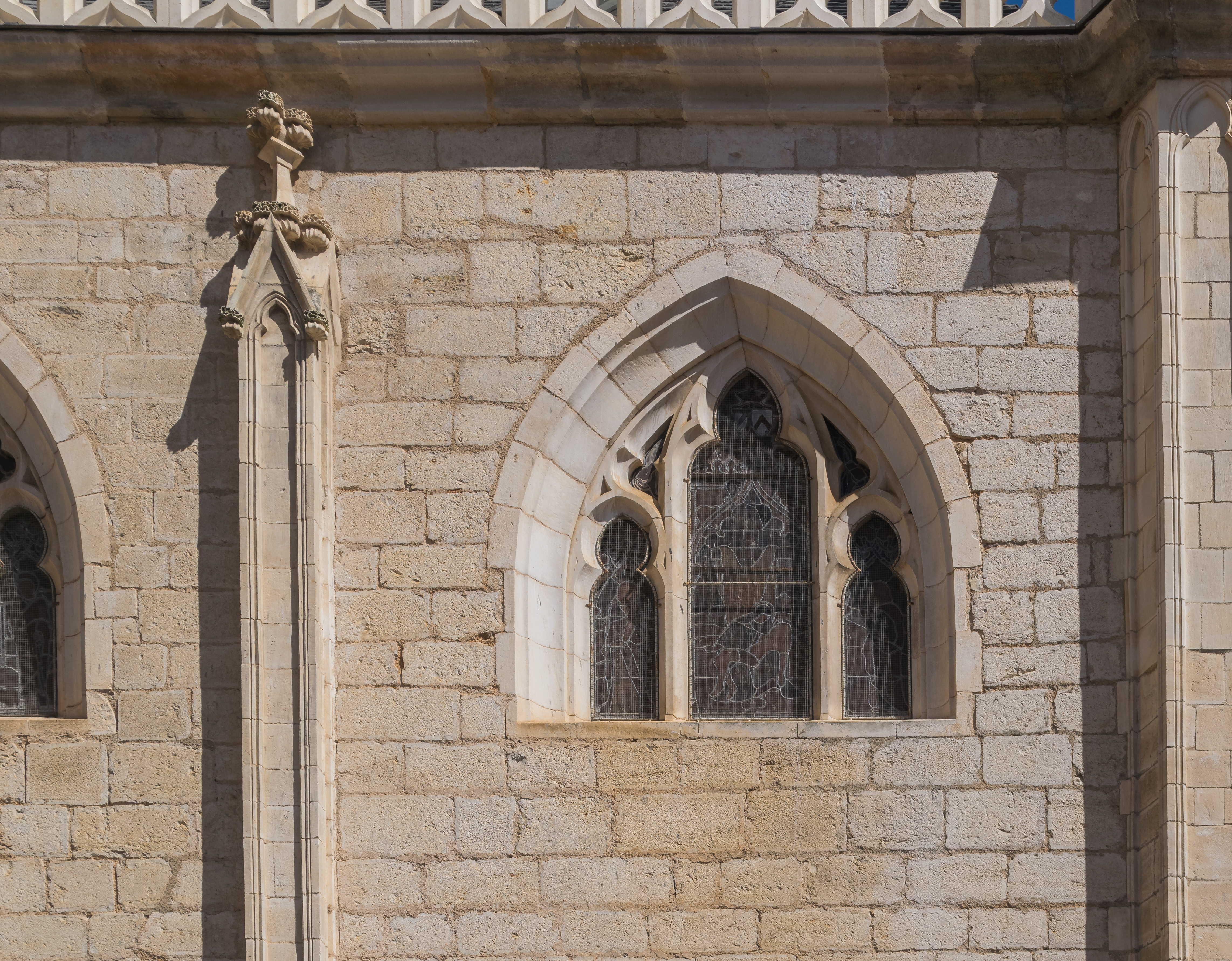
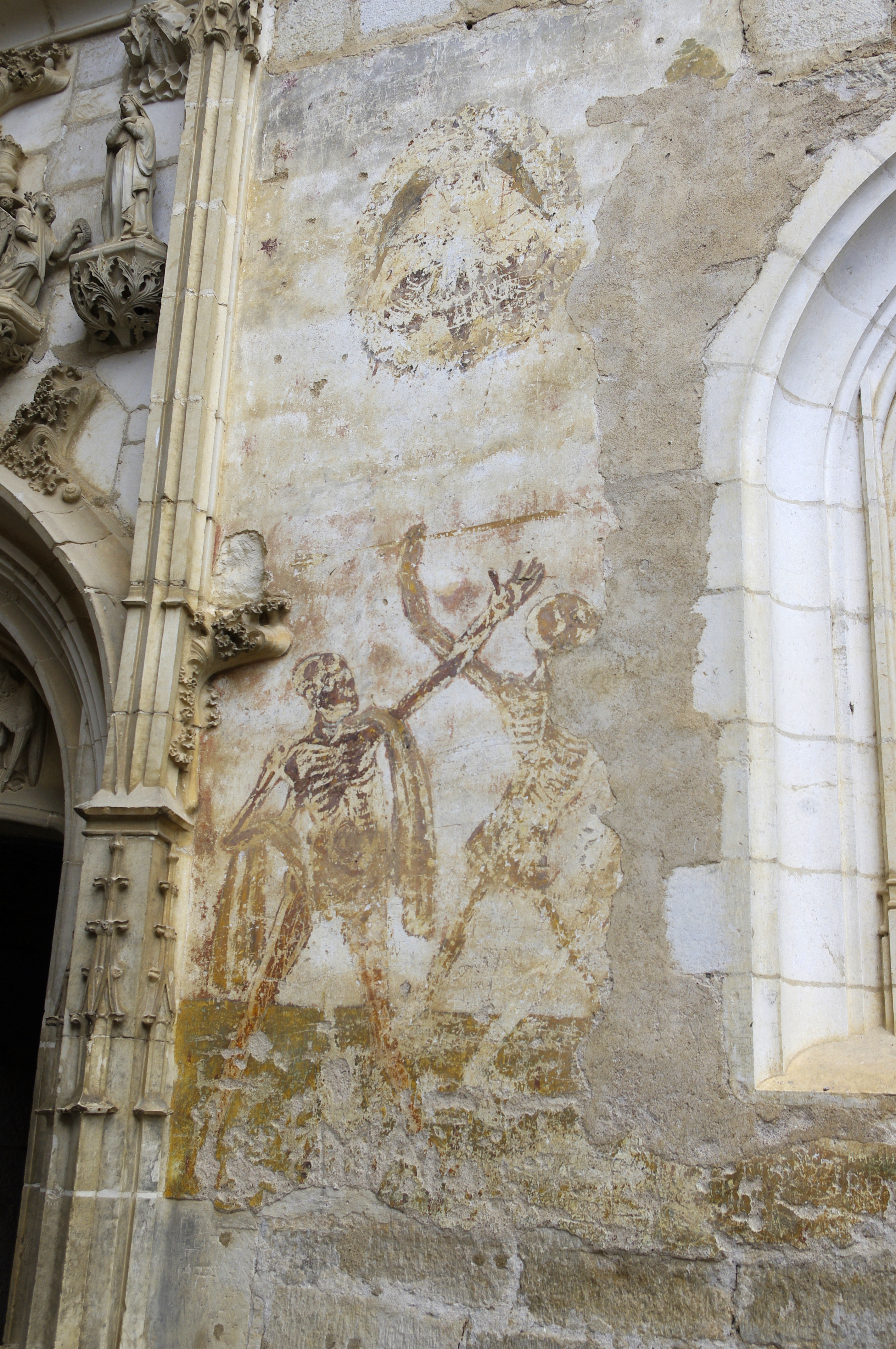
壁画《三个活人和三个死人》
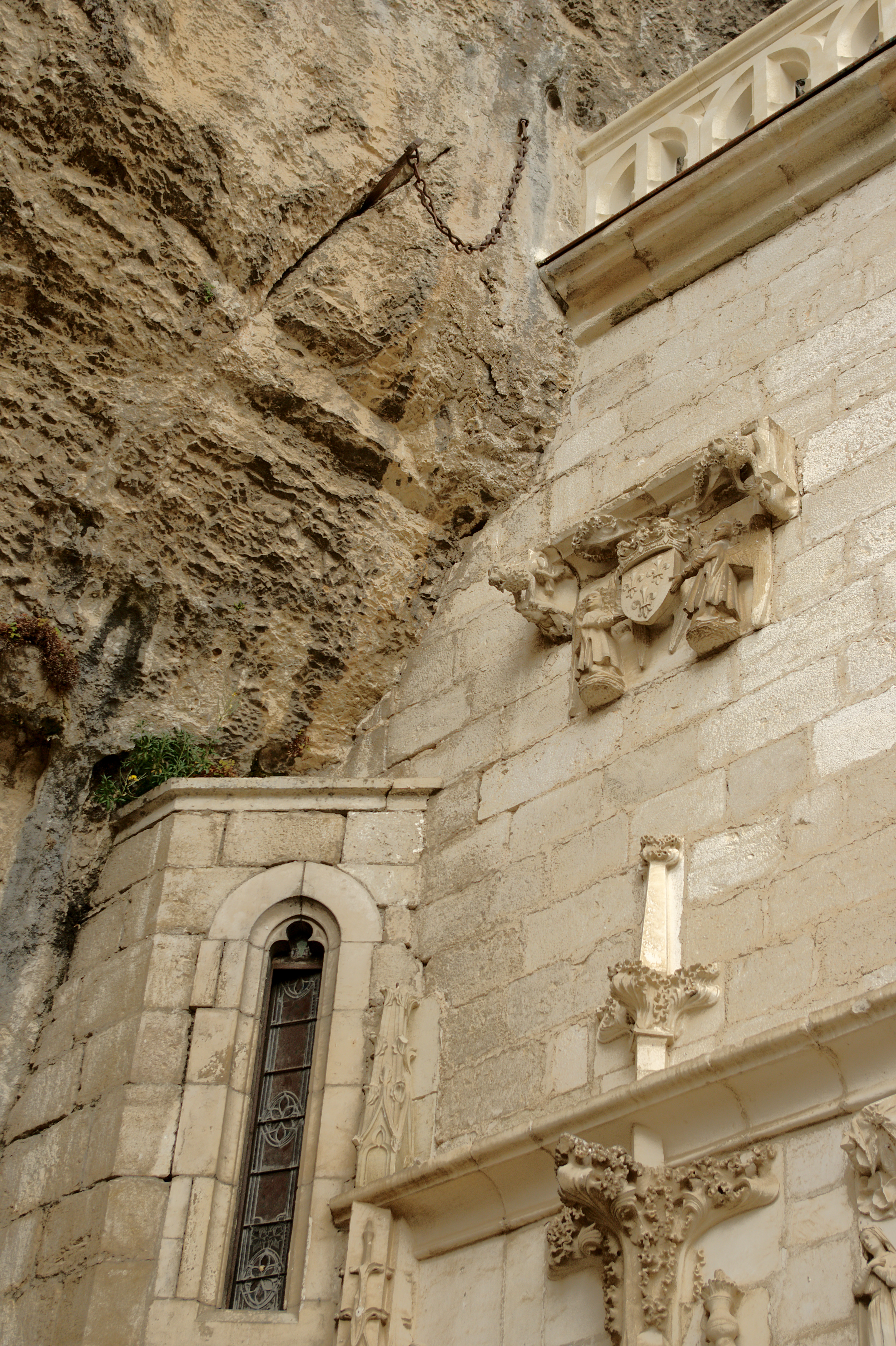